# Hyperbolický sekans

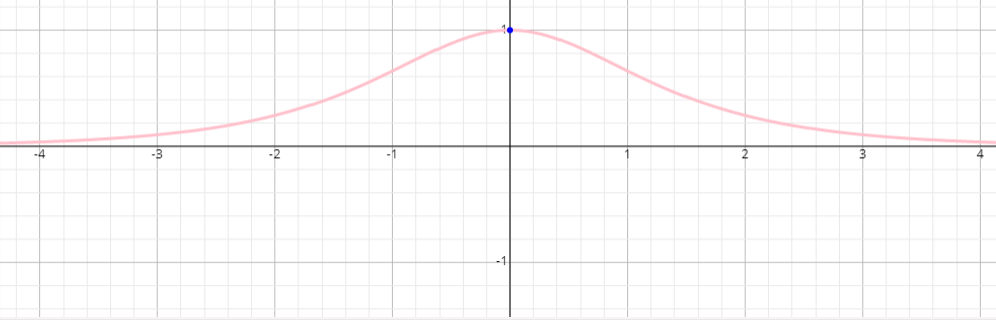
Graf funkce hyperbolický sekans

Hyperbolický sekans je hyperbolická funkce. Značí se {\displaystyle \operatorname {sech} \,x}.

## Definice
Hyperbolický sekans je definován pomocí hyperbolického kosinu:
{\displaystyle \operatorname {sech} \,x=\left(\cosh x\right)^{-1}={\frac {2}{e^{x}+e^{-x}}}={\frac {2e^{x}}{e^{2x}+1}}}.

## Vlastnosti
- Definiční obor funkce

{\displaystyle {R}}
- Obor hodnot funkce

{\displaystyle (0,1\rangle }
- Hyperbolický sekans je sudá funkce, je tedy splněna podmínka

{\displaystyle \operatorname {sech} \,-x=\operatorname {sech} \,x.}
- Inverzní funkcí k hyperbolickému sekans je hyperbolometrická funkce argument hyperbolického sekans (argsech x).

- Derivace hyperbolického sekans:

{\displaystyle {\frac {d}{dx}}\operatorname {sech} \,x=(\operatorname {-sech} \,x)(\operatorname {tanh} \,x)}
- Neurčitý integrál:

{\displaystyle \int \operatorname {sech} \,ax\,\mathrm {d} x=a[\arctan(\sinh x)]+C}, kde {\displaystyle C} je integrační konstanta.